# Liste de volcans du Brésil
Voici une liste de volcans au Brésil.

## Liste
- Trindade et Martim Vaz